# Pearl Poet
El "Pearl Poet" o "Gawain Poet" (Poeta del Pearl o Poeta del Galvany) és el nom donat a un autor en anglès mitjà del segle XIV a qui s'atribueix l'autoria del poema al·literatiu Pearl, així com de Sir Galvany i el Cavaller verd, Patience i Cleanness. Alguns estudiosos suggereixen que també podria haver compost Sant Erkenwald. Excepte pel que fa a aquest darrer (que es troba en el manuscrit BL-Harley 2250), totes aquestes obres es coneixen per un únic manuscrit conservat, el Cotton Nero A.x. de la Biblioteca Britànica. Aquest corpus literari inclou alguns dels poemes més famosos escrits en anglès mitjà.
Si bé algun estudiós ha relacionat la identitat d'aquest autor amb un tal John Massey, membre de la Landed gentry de Cheshire, aquesta atribució dels poemes del Cotton Nero A.x no li és pas àmpliament acceptada, cosa que ha conduït a l'ús actual de les denominacions "Pearl Poet" o "Gawain Poet."

## Biografia conjectural

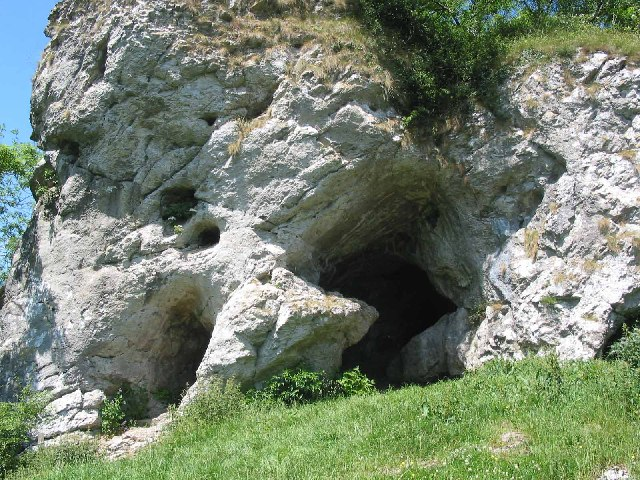
Les coves a Wetton Mill, prop de Leek, Staffordshire, han estat identificades com a probable inspiració per a la "Capella Verda" del Sir Galvany i el Cavaller verd, donat el dialecte de l'autor i la geografia indicada en el poema.

La llengua dels poemes mostra que el poeta era un contemporani de Geoffrey Chaucer, John Gower i William Langland, els quals a vegades (seguint el suggeriment de l'acadèmic John Burrow) són anomenats col·lectivament els Poetes Ricardians, fent referència al regnat de Ricard II d'Anglaterra. Tots quatre poemes del manuscrit Cotton Nero A.x estan escrits en el mateix dialecte de l'anglès mitjà, localitzat a l'àrea nord-occidental de Staffordshire i a l'àrea sud-oriental Cheshire, a les Midlands angleses. Això simplement podria indicar el dialecte del copista responsable de copiar els poemes, però hi ha prou evidència que el dialecte del poeta i el del copista eren molt similars. Es considera, per tant, com el més probable que el poeta fos nadiu de l'est de Cheshire o de l'oest de Staffordshire i que escrivís a finals del segle xiv, i evidències internes indiquen que totes quatre obres foren probablement escrites pel mateix autor. Tanmateix, no hi ha acord unànime ni tan sols en el sexe de l'autor, amb característiques en el llenguatge i el to que suggereixen un possible escriptor femení per al Pearl, però que estan absents al Sir Galvany i el Cavaller verd, que es considera majoritàriament l'obra d'una figura masculina.
Qualsevol altra informació ha de ser deduïda dels temes dels poemes, ja que no hi ha una definitiva atribució d'autoria d'aquests ni cap "tradició" relativa a la identitat de l'autor (com en el cas de Langland i el Piers Plowman). El poeta semblaria ser un conversador instruït, que mostra un coneixement profund de vocabulari tècnic sobre l'art de la cacera i la cort, que descriu de forma vivaç el paisatge de la regió, i té un interès en la pobresa com a virtut cristiana. Tanmateix, l'escriptor dels poemes de Cotton Nero A.x mai fa referència a coneixements acadèmics contemporanis com fa Chaucer, per exemple; els poemes mostren una tendència a referir-se més a materials del passat (les llegendes artúriques, històries de la Bíblia) que a qualsevol aprenentatge nou, el que fa menys plausible associar el poeta amb les universitats, monestirs, o amb la cort a Londres. Malgrat això, el Poeta del Pearl ha d'haver rebut formació i tenir un cert estatus social, potser el de membre d'una família de la Landed gentry.